# ProSiebenSat.1 Media
ProSiebenSat.1 Media es un conglomerado mediático europeo con sede en Unterföhring, Baviera (Alemania). El grupo nació en octubre de 2000 a partir de la fusión entre dos cadenas de televisión alemanas, ProSieben y Sat.1, y engloba emisoras de radio, canales de televisión de señal abierta, televisión por suscripción, sitios web y editoriales.

## Historia
El nacimiento de ProSiebenSat.1 se produjo cuando el canal de televisión ProSieben —que ya controlaba otras cadenas como Kabel Eins y la informativa N24— anunció en junio de 2000 una fusión con su competidor Sat.1, para crear una corporación de televisión comercial. La operación estuvo ideada por Leo Kirch, propietario de Sat.1 y presidente de KirchMedia, como la mejor forma de competir contra Bertelsmann, propietarios de RTL Television. La constitución de la nueva empresa se oficializó el 2 de octubre de ese mismo año.
Cuando KirchMedia quebró en abril de 2002, ProSiebenSat.1 Media salió a la venta. Fue adquirido por un grupo inversor liderado por el magnate Haim Saban, que se hizo con el 50,5% de los títulos y una participación en el consejo de administración del 88%, por cerca de 500 millones de euros. El 12% de participación restante fue adquirido por el conglomerado Axel Springer AG, propietario de los diarios Bild y Die Welt. Saban apostó por un proceso de recortes, y centró sus esfuerzos en conseguir que los canales de televisión fueran una referencia entre el público de 15 a 49 años. Sin embargo, el nuevo propietario no pudo solventar las deudas de la compañía.
En 2005, Saban puso a la venta toda su participación en la empresa, y anunció un acuerdo con la editora Axel Springer AG por 2.500 millones de euros. Sin embargo, la Corte Federal Alemana falló en contra de la operación, al considerar que suponía una posición dominante de la editorial en los medios de comunicación privados. Finalmente, Axel Springer anunció en enero de 2006 que retiraba su oferta.
Tras la operación fallida a Axel Springer, Saban puso de nuevo su empresa a la venta. Pese al interés inicial del grupo mediático italiano Mediaset, en diciembre de 2006 ProSiebenSat.1 fue vendido a Permira y Kohlberg Kravis Roberts & Co., dos empresas internacionales de capital riesgo. En el verano de 2007, ProSiebenSat.1 anunció la adquisición de SBS Broadcasting Group, empresa con participación en televisiones de más de 15 países en Europa, por cerca de 3.300 millones de euros. De este modo, la empresa expandió su negocio a otros mercados internacionales. A finales de año, Axel Springer vendió su participación a los accionistas mayoritarios.
En los últimos años la empresa ha reducido considerablemente su dimensión internacional. En 2011, John de Mol se alió con la multinacional Sanoma para comprar los canales de Países Bajos (SBS6, NET5 y Veronica). En septiembre de 2012 traspasó sus canales en Bélgica (VT4 y VIJF) a la productora Woestijnvis, y en diciembre del mismo año vendió todos sus activos en Escandinavia a Discovery Communications.

## Canales

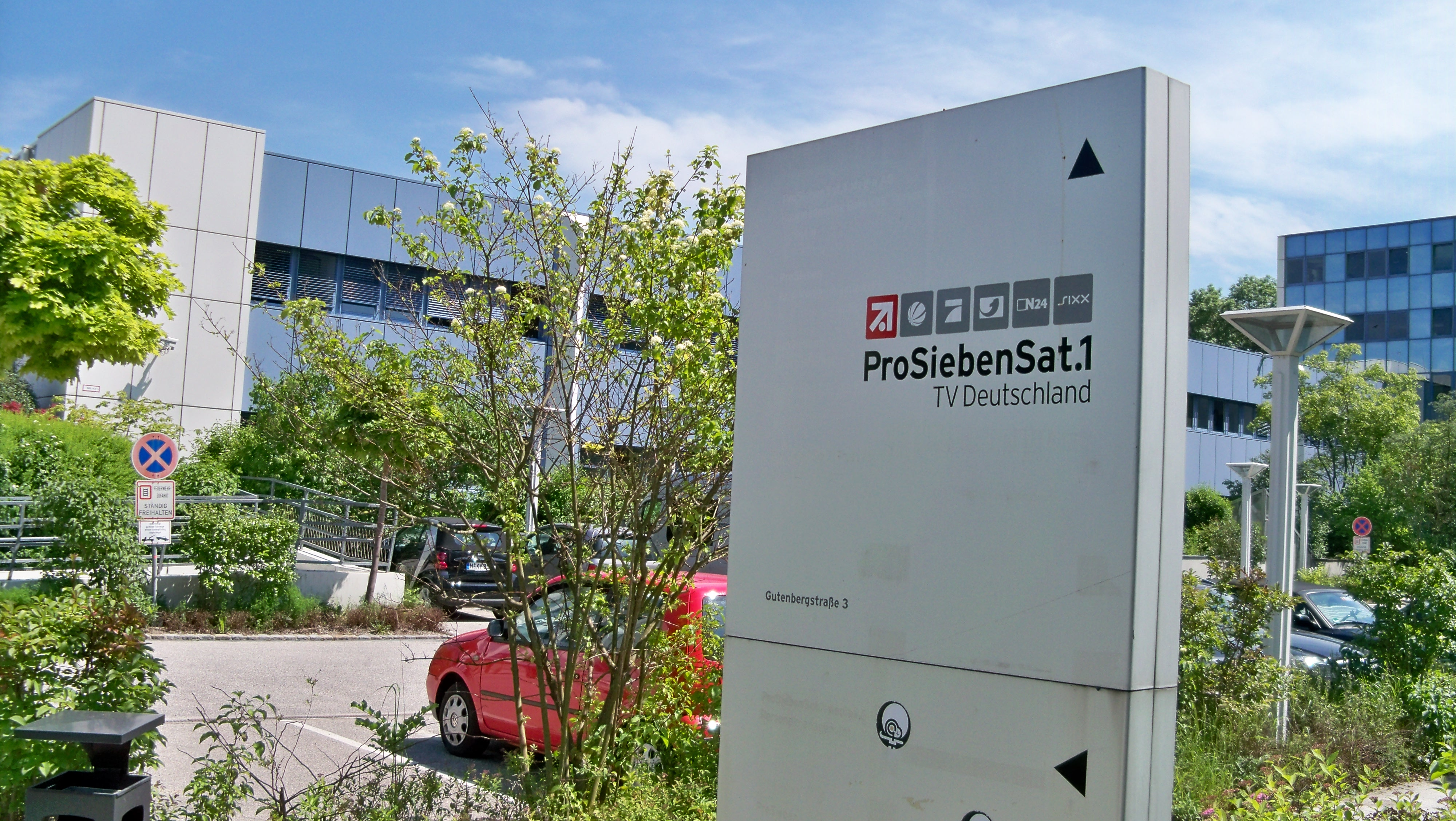
Rótulo en Unterföhring, Alemania

### Idioma alemán
| País          | Canales TV en abierto                                                                                                  | Canales TV de pago                               | Canales de radio | Canales difuntos                              | Canales actualmente desvinculados |
| ------------- | --- | ------------------------------------------------ | ---------------- | --------------------------------------------- | --------------------------------- |
| Alemania      | ProSieben Sat.1 Kabel Eins sixx Sat.1 Gold ProSieben Maxx                                                              | Kabel eins classics Sat.1 emotions ProSieben Fun |                  | Sat.1 Comedy 9Live Deutsches Wetter Fernsehen | N24                               |
| Austria       | Puls 4 ProSieben Austria Sat.1 Österreich Kabel Eins Austria sixx Austria Sat.1 Gold Österreich ProSieben Maxx Austria |                                                  |                  |                                               |                                   |
| Suiza         | ProSieben Schweiz Sat.1 Schweiz Kabel Eins Schweiz sixx Schweiz                                                        |                                                  |                  |                                               |                                   |
| Internacional | | ProSiebenSat.1 Welt                              |                  |                                               |                                   |

### Resto de Europa
| País     | Canales de televisión  | Canales de radio                          |
| -------- | ---------------------- | ----------------------------------------- |
| Bulgaria | The Voice TV           | Atlantic Radio Vitosha The Voice Veselina |
| Hungría  | TV2 FEM3 SuperTV2 PRO4 |                                           |
| Moldavia |                        | Kiss FM                                   |
| Rumanía  | Prima TV Kiss TV       | Kiss FM Magic FM OneFM                    |